# You & me forever
You & me forever er en film instrueret af Kaspar Munk efter manuskript af samme.

## Handling
Laura og Christine er begge 16 år og bedste veninder. Det har de altid været. Men da de møder den mystiske og spændene Maria, tager venskabet en intens drejning. For Laura bliver det et møde, der vender op og ned på den verden hun troede hun kendte. De tre piger fortæller os en historie om venner og fjender, om sårbarhed og vildskab og om kærlighed og sex.